# خط الأزمات الساخن

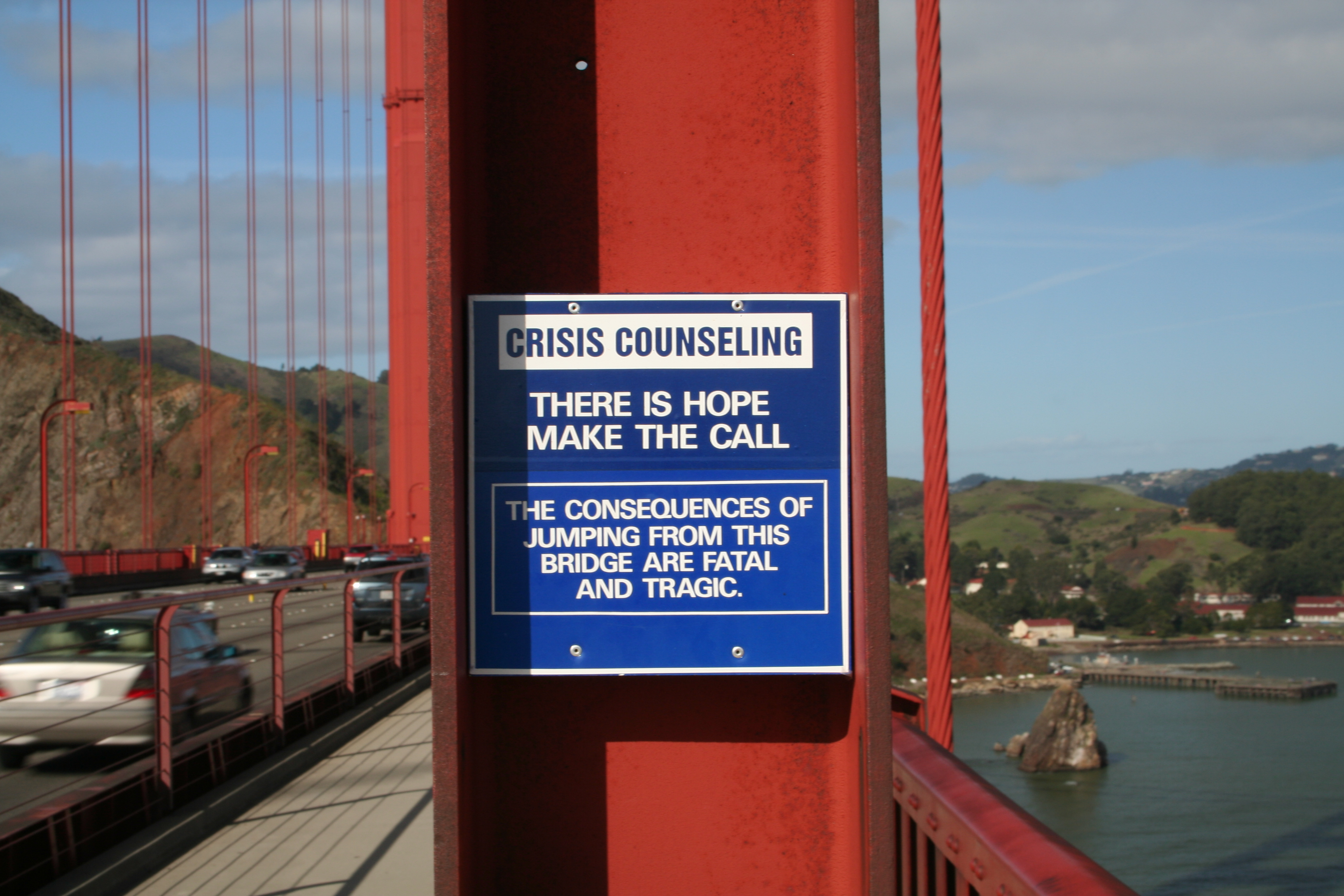
في إطار مبادرة منع الانتحار، تعزز هذه العلامة هاتفًا خاصًا متوفرًا على جسر جولدن جيت يتيح الاتصال ب خط ساخن للأزمات.

خط الأزمة الساخن هو رقم هاتف يمكن للناس الاتصال به للحصول على الاستشارة الهاتفية العاجلة في حالات الطوارئ، ويكون عادة من المتطوعين المدربين. تأسست هذه الخدمة في انكلترا في عام 1953 .وكانت موجودة هذه الخطوط الساخنة في معظم المدن الرئيسية في العالم الناطق بالانكليزية على الأقل منذ منتصف السبعينيات.
انشئ لمساعدة أولئك الذين يفكرون في الانتحار، وتوسعت وصايتها على التعامل بشكل عام مع الأزمات العاطفية.
وهناك خطوط ساخنة مماثلة تعمل لمساعدة الناس في ظروف أخرى، بما في ذلك ضحايا الاغتصاب، وضحايا البلطجة، والأطفال الهاربين، وضحايا الاتجار بالبشر، والناس الذين يعرفون باسم المثليين أو ثنائي الجنس.